# Friedrich Senger
Friedrich Senger (* 3. August 1886 in Bocholt; † 3. August 1936 in Wuppertal) war ein deutscher Gewerkschafter und Widerstandskämpfer gegen den Nationalsozialismus.

## Leben
Senger wurde 1886 in Bocholt geboren und kam 1912 nach Wuppertal. Dort arbeitete er als Fahrer für die Barmer Berg- und Straßenbahn. Senger nahm als Soldat am Ersten Weltkrieg teil und wurde schwer verwundet. Nach seiner Rückkehr aus dem Krieg trat Senger der Sozialdemokratischen Partei Deutschlands (SPD) bei und wurde Mitglied der Freien Gewerkschaften. Senger wurde in den Betriebsrat der Barmer Berg- und Straßenbahn gewählt und wurde als Betriebsratsvorsitzender von der Arbeit freigestellt. Er engagierte sich ebenso in der Kommunalpolitik, so dass er 1931 als Nachrücker in den Wuppertaler Stadtrat einzog. Im März 1933 wurde er in diesem Amt bestätigt. Senger, mittlerweile Mitglied des Reichsbanners Schwarz-Rot-Gold, wurde von seinem Arbeitgeber entlassen und arbeitete von da an als Handelsvertreter für Seifenpulver und andere Waren. Er verteilte bei seinen Geschäftsabschlüssen Flugblätter, die zum Widerstand gegen die Nazis aufriefen, an seine Kunden. 
Am 10. August 1933 wurde Senger verhaftet und in das KZ Kemna gebracht. Einige Tage später traf er dort seinen ehemaligen Kollegen Adolf Mann und lernte Karl Ibach, einen Kommunisten, kennen. Am 17. Oktober 1933 wurde Senger in das KZ Neusustrum verlegt, wo er bis März 1934 Zwangsarbeit leistete. 
Ende 1934 nahm Ibach wieder Kontakt zu Adolf Mann und Senger auf, in der Folge arbeiteten die beiden Sozialdemokraten mit dem Kommunisten Ibach zusammen. Mann und Senger versorgten Ibach mit Informationen, die sie von ehemaligen Arbeitskollegen erhalten hatten, Ibach leitete die Informationen an die KP-Auslandsleitung weiter. Am 30. Juli 1936 wurde Senger von der Gestapo verhaftet und in das Gefängnis in der von-der-Heydts-Gasse gebracht. Vier Tage später, am Morgen seines 50. Geburtstages, nahm Senger sich in der Haft das Leben.
Am 22. Mai 1925 wurde Fritz Senger zum zweiten Mal Vater.

## Ehrungen
Seit dem 100. Geburtstag Sengers im Jahr 1986 erinnert die Stadt Wuppertal mit dem Friedrich-Senger-Platz an den ehemaligen Stadtrat und Widerstandskämpfer.